# Christoph Mrongovius

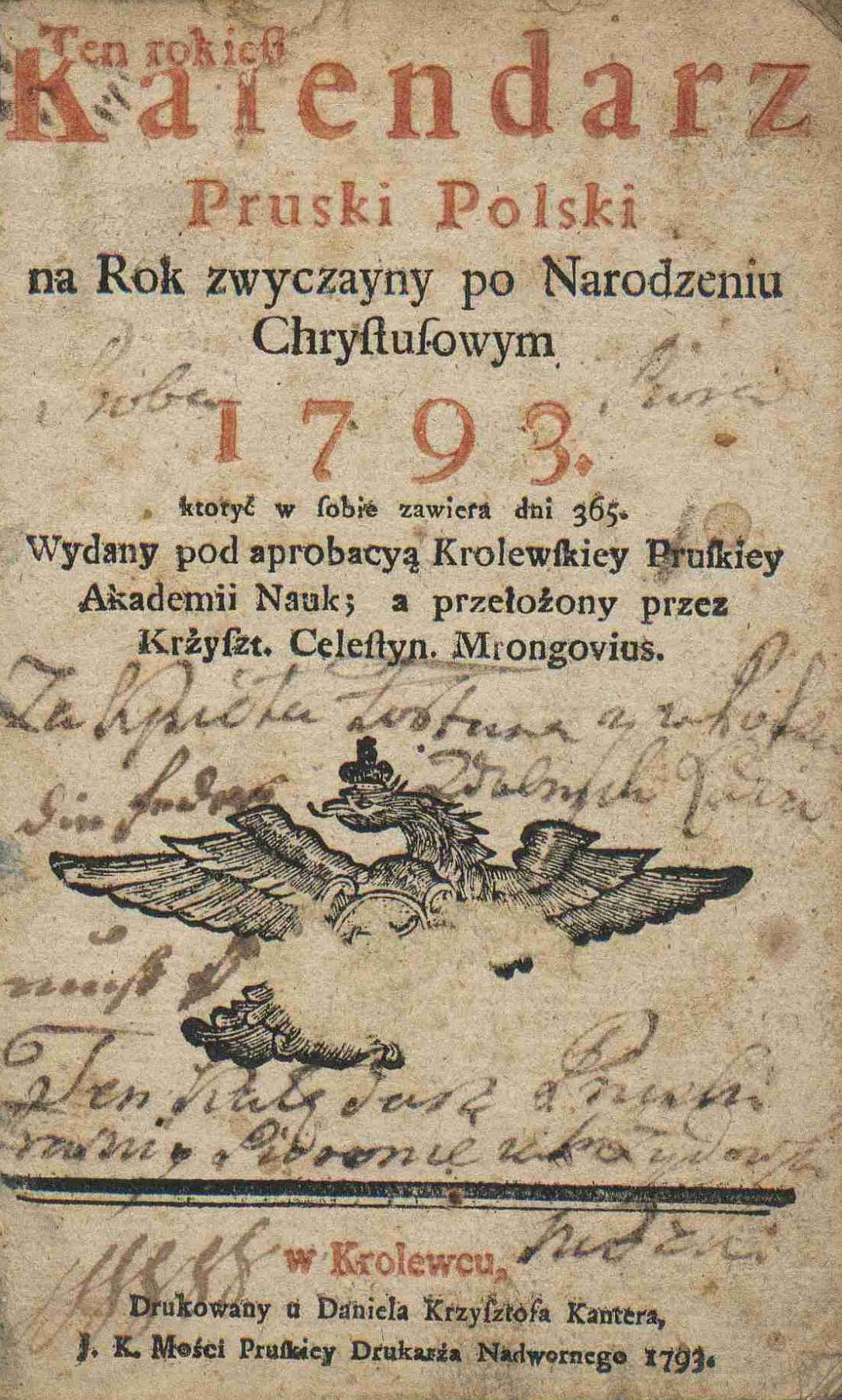
Kalendarz Pruski - Polski (calendario prussiano-polacco), pubblicato a Königsberg 1793.

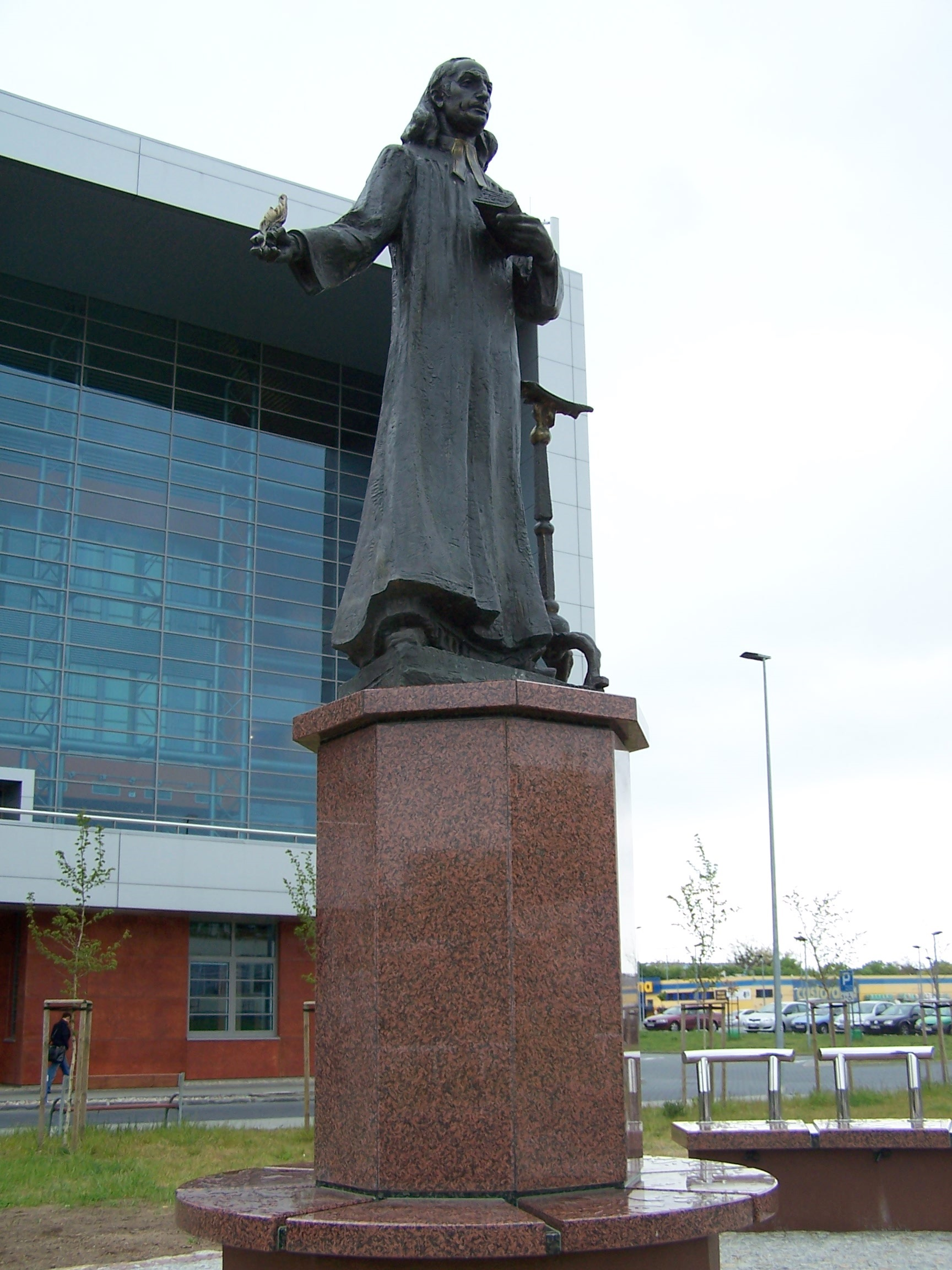
Monumento dedicato a Christoph Coelestin Mrongovius a Danzica. Autore scultore Giennadij Jerszow

Christoph Coelestin Mrongovius (in tedesco: Christoph Cölestin Mrongovius; in polacco: Krzysztof Celestyn Mrongowiusz; Hohenstein, 19 luglio 1764 – 3 giugno 1855) è stato uno scrittore, filosofo, linguista, traduttore e pastore protestante polacco.

## Biografia
Mrongovius, figlio di Bartholomeus, nacque a Hohenstein (Olsztynek) nel Regno di Prussia (ora in Polonia). Mrongovius frequentò una scuola a Saalfeld (Zalewo), Kreis Mohrungen (Morąg), e poi studiò alla scuola cattedrale di Königsberg. Si iscrisse il 21 marzo 1782 all'Università di Königsberg col nome di Mrongovius Christoph. Coelestin,. Hohens. Boruss. (Christoph Coelestin Mongrovius da Hohenstein, Prussia). Durante il suo secondo semestre, frequentò le lezioni sulla metafisica di Immanuel Kant, insieme a teologia, logica, antropologia e filosofia morale, e fisica.
Dal 1790 al 1796 Mrongovius insegnò il polacco e il greco al Collegium Fridericianum dell'università. Nel 1796 sposò Wilhelmina Luise Paarmann. Fino al 1798 fu anche caporedattore di varie case editrici di lingua polacca in Prussia. Nel 1798 ricevette il pastorato alla Chiesa di Sant'Anna a Danzica, dove inoltre insegnò il polacco dal 1812 al 1817. Oltre a polacco, greco e casciubo, insegnò anche in ceco e russo. Morì all'età di 91 anni il 3 giugno 1855 a Danzica (Gdańsk).
In onore di Mrongovius, il nome della vecchia città di Sensburg nella Prussia Orientale (Żądzbork in polacco) fu cambiato in Mrągowo nel 1947 dalla nuova amministrazione polacca.

## Opere
Mrongovius fu conosciuto per aver preservato e insegnato l'eredità e la lingua della cultura polacca a Danzica alla popolazione vittima delle spartizioni della Polonia da parte della confederazione polacco-lituana. Fu inoltre un pioniere della ricerca riguardo alla cultura casciuba e raccolse molti artefatti slavi provenienti dalla Masuria. Tradusse in polacco opere come l'Anabasi. Mrongovius fu un corrispondente della Società di Varsavia degli amici della cultura (dal 1823) (per acclamazione), della Gesellschaft für Pommersche Geschichte und Altertumskunde a Stettino (Szczecin) (dal 1827) e della Società Scientifica di Cracovia (Towarzystwo Naukowe Krakowskie) (dal 1833). Gli fu assegnata una medaglia e anche la qualifica di membro alla Società Storico-Letteraria a Parigi (1852), e anche la medaglia di 4ª classe dell'Ordine dell'Aquila Rossa prussiana (1843). Durante i suoi lavori fu supportato dal principe Adam Kazimierz Czartoryski, e scrisse lettere di corrispondenza a Stanisław Staszic, Tadeusz Czacki, Alojzy Feliński, Andrzej Horodyski, Stanisław Kostka Potocki, e Samuel Bogumił Linde.
Mrongovius è inoltre ricordato per essere la fonte primaria di sette serie di note sulle lezioni di Immanuel Kant in antropologia, metafisica, teologia, fisica, logica, e due sulla filosofia morale. Mrongovius fu autore di svariati libri e di uno dei primi dizionarii polacco-tedeschi. La sua grande mole di produzione letteraria, consistente di oltre 1000 pezzi, includendo molti manoscritti, è tuttora conservata alla biblioteca della Accademia Polacca delle Scienze a Danzica.

### Dizionarii polacco-tedeschi

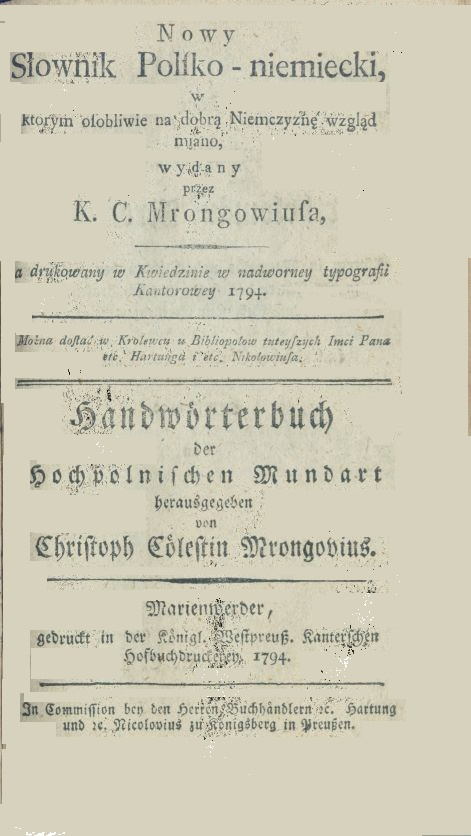
Copertina del dizionario Polacco-Tedesco di Mrongovius in polacco e tedesco.

- 1794 Marienwerder Königl. Westpreuß. Kanterschen Hofbuchdruckerey. Christoph Coelestin Mrongovius Handwörterbuch der Hochpolnischen Mundart — Nowy Slownik Polsko-niemiecki.
- 1835 Königsberg in Preussen: Gebrüder Bornträger, Ausführliches polnisch-deutsches Wörterbuch — kritisch bearbeitet von Christoph Cölestin Mrongovius